# Lionel Emmett
Lionel Charles R. Emmett (8. siječnja 1913. — kolovoz 1996.) je bivši indijski hokejaš na travi. Miješanog je podrijetla, anglo-indijskog.
Osvojio je zlatno odličje na hokejaškom turniru na Olimpijskim igrama 1936. u Berlinu igrajući za Britansku Indiju. Odigrao je 1 susret i to na mjestu napadača.

## Vanjske poveznice
- Profil na Database Olympics